# Comedy of manners
Een comedy of manners (zedenkomedie) is een toneelgenre dat bijzonder populair was tijdens de Restauratieperiode. Deze komedies waren gedurfd en obsceen met veel hilarische dialoog die doorspekt was met expliciete toespelingen op seks. De verhaallijnen draaiden rond overspelige echtgenotes, hun minnaars en hun bedrogen echtgenoten.
William Shakespeares  Ado about Nothing wordt vaak beschouwd als de eerste comedy of manners in Engeland. Het genre bloeide echter pas echt tijdens de Restauratieperiode, en werd hierbij vooral beïnvloed door Ben Jonsons Comedy of humours. Meesterwerken van het genre waren de toneelstukken van William Wycherley (The Country Wife, 1675) en William Congreve (The Way of the World, 1700). Aan het eind van de 18e eeuw bliezen Oliver Goldsmith (She Stoops to Conquer, 1773) en Richard Brinsley Sheridan (The Rivals, 1775, The School for Scandal, 1777) de vorm nieuw leven in.
Modernere voorbeelden van comedies of manners zijn Oscar Wildes The Importance of Being Earnest, Kazuo Ishiguro's The Remains of the Day en de Britse televisiereeks Absolutely Fabulous. In de eerste helft van de twintigste eeuw was Noël Coward een prominente vertegenwoordiger van het genre (Private Lives, 1930).